# 21-й стрелковый корпус (1-го формирования)
21-й стрелковый корпус — войсковое соединение Вооружённых сил СССР во время Великой Отечественной войны.

## История
Сформирован в июле 1938 года в Москве в составе Московского военного округа.
В действующей армии с 22 июня по 2 августа 1941 года.
На 22 июня 1941 года входил в состав 3-й армии, управление корпуса находилось в процессе переброски из Витебска в Лиду. Корпусные артиллерийские полки оставались в Полоцке и Лепеле. 17-я стрелковая дивизия, постоянно базируясь в Полоцке, перебрасывалась в Лиду и находилась в Ивье, 24-я стрелковая дивизия дислоцировалась в Молодечно и окрестностях, 37-я стрелковая дивизия из района Витебска передислоцировалась в район Беняконе, Вороново.
22 июня 1941 года, после получения сведений о форсировании противником Немана, корпусу было поручено двумя дивизиями занять оборону со вильнюсского направления на фронте Меркине — Друскининкай — Скидель. Корпусу была придана 8-я бригада ПТО.
24 июня 1941 года приказ был изменён: корпус вошёл в состав 13-й армии и получил приказ двумя дивизиями (24-й и 37-й) занять оборону со вильнюсского направления на фронте Ошмяны — Беняконе; 17-й стрелковой дивизией перейти в наступление в направлении на Радунь и Варену. Западнее Лиды корпус прикрывала 8-я бригада ПТО. Штаб корпуса передислоцировался в Ивье.
Но уже в этот день 17-я стрелковая дивизия была атакована противником от Радуни. После боя вечером того же дня части дивизии отошли за Дитву. Передовые части 37-й стрелковой дивизии попали под удар в районе Вороново и были отброшены. 24-я стрелковая дивизия с началом войны снялась с места дислокации и выдвинулась к Юратишки.
25 июня 1941 года части 17-й стрелковой дивизии занимали оборону по Дитве, 37-я стрелковая дивизия с левого фланга продолжала подвергаться атакам у Вороново, с правого — была атакована близ местечка Трабы, и 91-й стрелковый полк был рассеян. Управление дивизией было утеряно. 24-я стрелковая дивизия начала продвигаться к Гольшанам и столкнулась с передовым отрядом 19-й танковой дивизии, сумев отбросить противника за реку Клева.. К концу дня части корпуса, в основном, потеснив авангард противника, занимали оборону фронтом на север, севернее и северо-восточнее Лиды, приблизительно от района южнее Вороново на восток почти до Молодечно, включая подчинённую корпусу 50-ю стрелковую дивизию. Положение корпуса было угрожающим: тыловые части как корпуса, так и дивизий, не прибыли, не имелось боеприпасов, горючего, средств связи и транспорта. Так и не прибыла корпусная артиллерия. С флангов части корпуса прикрыты не были. Тем не менее, 26 июня 1941 года все дивизии корпуса (за минусом 17-й стрелковой дивизии, позднее изъятой из корпуса), в полосе, достигающей 100 километров, перешли в наступление, фронтом на север, и несколько продвинулись вперёд, но к концу дня противник контратаковал корпус, и начал теснить его к Лиде и в район восточнее Лиды.
27 июня 1941 года части корпуса были вынуждены оставить Лиду. 17-я стрелковая дивизия с противотанковой бригадой отходили на Новогрудок — Минск, 37-я стрелковая дивизия находилась северо-восточнее Лиды и только 29 июня 1941 года начала отходить на юг, юго-восток, к Ивье. 24-я стрелковая дивизия продолжала атаковать танковые части противника с юга вплоть до 29 июня 1941 года. Управление корпуса находилось в Ивье. С этого времени точных сведений о дислокации частей корпуса не имеется: корпус, как и все войска в котле окружения, пытался пробиться на восток. 29 июня 1941 года со штабом корпуса удалось связаться по радио, командир корпуса ответил, что «Нет боеприпасов, нахожусь в окружении. Выхожу в направлении…». 50-я стрелковая дивизия и часть 24-й стрелковой дивизии выходили из окружения севернее Минска, и сумели, в основном, выйти, 50-я стрелковая дивизия сохранилась и прошла до конца войны. 3 июля 1941 года управление корпуса с частями 37-й стрелковой дивизии и 24-й стрелковой дивизии, и, возможно, 17-й стрелковой дивизии предприняло попытку прорыва кольца в районе Узда — Рубежевичи. При прорыве погиб командир корпуса В. Б. Борисов.. Затем войска корпуса, включая его управление, выходили из окружения порознь, отдельными группами и подразделениями. Солдаты и офицеры из остатков частей корпуса были пленены уже 15-17 июля 1941 года близ Осиповичей. Каким-то отдельным группам советских военнослужащих удалось пробиться на восток.
Управление корпуса также сохранилось и во второй половине июля 1941 года вышло через Гомельскую область, где объединило в своём составе другие соединения. Кроме того, от корпуса сохранились тыловые части и вся артиллерия, на начало июля 1941 года находившиеся в Полоцке.
Новый корпус выдвинулся на передовую в полосе северо-западнее Пропойска до Бахани и участвовал в наступлении, начавшемся 23 июля 1941 года в направлении на Быхов и Бобруйск. В районе посёлка Большая Зимница, юго-восточнее Быхова, во встречном бою командир корпуса Д. Е. Закутный попал в плен, в дальнейшем сотрудничал с врагом.
2 августа 1941 года управление корпуса расформировано

### Боевой состав
| Дата       | Фронт             | Армия      | В составе (стрелковые)                                                      | Другие части, в том числе приданные | Примечания        |
| ---------- | ----------------- | ---------- | --------------------------------------------------------------------------- | --- | ----------------- |
| 22.06.1941 | Западный фронт    | -          | 17-я стрелковая дивизия, 24-я стрелковая дивизия, 37-я стрелковая дивизия   | 56-й корпусной артиллерийский полк, 467-й корпусной артиллерийский полк, 288-й отдельный сапёрный батальон, 264-й отдельный батальон связи |                   |
| 01.07.1941 | Западный фронт    | 13-я армия | 24-я стрелковая дивизия, 37-я стрелковая дивизия, 50-я стрелковая дивизия   | 56-й корпусной артиллерийский полк, 467-й корпусной артиллерийский полк, 288-й отдельный сапёрный батальон, 264-й отдельный батальон связи |                   |
| 01.07.1941 | Западный фронт    |            |                                                                             | | данных не имеется |
| 01.08.1941 | Центральный фронт | 21-я армия | 42-я стрелковая дивизия, 117-я стрелковая дивизия, 187-я стрелковая дивизия | |                   |

### Командование
- Морозов, Василий Иванович (с 14.08.1939 по 21.10.1939), комдив
- Борисов, Владимир Борисович (с 14.03.1941 по 30.06.1941), генерал-майор, погиб в июне 1941 года[5]
- Закутный, Дмитрий Ефимович (с 21.07.1941 по 26.07.1941), генерал-майор
- Пиказин, Наум Семёнович (с 26.07.1941 по 1.08.1941), полковник